# Oliarus morai
Oliarus morai är en insektsart som beskrevs av George Willis Kirkaldy 1902. Oliarus morai ingår i släktet Oliarus och familjen kilstritar. Inga underarter finns listade i Catalogue of Life.